# Михаил Ломоносов
Михаил Васиљевич Ломоносов (рус. Михаи́л Васи́льевич Ломоно́сов; Денисовка, 19. новембар 1711 — Санкт Петербург, 15. април 1765) био је руски полихистор. Ломоносов је дао доприносе на пољима књижевности, образовања, физике, астрономије, хемије и геологије.  Он је разрадио пројекат Московског државног универзитета, који носи име по њему.

## Биографија
Михаил Ломоносов је рођен 19. новембар (8. новембар по старом календару) 1711. у селу Денисовка (име села је касније преименовано у Ломоносово, у част песника), које се налази на острву недалеко од Холмогорија, на далеком северу Русије. Његов отац, рибар, узео је сина да му помаже у раду кад му је било десет година, али је његова жеђ за знањем била неутољива. Оно мало књига што му је било доступно скоро је научио напамет, и видевши да се код куће неће моћи даље образовати, пешке се упутио у Москву.
Прилика се указала кад је имао седамнаест година, и на интервенцију пријатеља примљен је у школу Заиконоспаски. Тамо је врло брзо напредовао, посебно у латинском, и 1734. је послат из Москве у Санкт Петербург. И тамо је запажено његово знање, посебно из физике, и он је био један од младих Руса изабраних да доврше образовање у страним земљама.

## Страно образовање
Послат је на Универзитет у Марбургу (Хесе, Немачка), тада један од најважнијих европских универзитета - у време када су универзитети уопште били у одређеном паду - због присуства најеминентнијег немачког просветитељског филозофа тог времена, Кристијана Волфа. Ломоносов је студирао код Волфа, и постао је један од његових личних студената. Ова веза је била утицајна до краја његовог живота.
Док је био у Марбургу, почео је да пише поезију, имитирајући немачке писце; прича се да је посебно ценио Гинтера. Његова Ода освајању Хотина написана је 1739, и привукла је велику пажњу у Петрограду. За време боравка у Немачкој Ломоносов се оженио Немицом и било му је тешко да издржава растућу породицу оскудном и нередовном стипендијом коју је добијао од Санктпетербуршке академије наука, те је одлучио да се врати кући.

## Достигнућа
По доласку у Русију, брзо је постао познат, и постављен је за професора хемије на Универзитету у Санкт Петербургу, где је касније постао и ректор. Жељан да унапреди руско школство, Ломоносов се ангажовао у оснивању Московског државног универзитета (који је касније назван по њему) 1755. Године 1764, постављен је на место државног секретара.
Прихватио материјалистичко схватање природе, био противник теорије o посебним флуидима, као флогистона и електричног флуида која је у то време била прихваћена и допринео је формулисању кинетичке теорије гасова. Сматрао је да је топлота облик кретања, предлагао таласну теорију светлости, и изнео идеју одржања масе. Веровао је да природа константно еволуира и показао органско порекло земље, тресета, угља, нафте и ћилибара.
Ломоносов је био прва особа која је забележила мржњење живе. Мерењем преламања светлости Венере на рубовима Сунца, утврђује да ова планета има атмосферу. Године 1745, је објавио каталог преко 3.000 минерала, а 1760. објаснио настанак ледених брегова. Први је објаснио парагенезу минерала и схватио значај кристалне решетке. Основао је фабрику стакла, која је производила прве мозаике од бојеног стакла изван Италије. Дао је објашњење поларне светлости.
Сматрао да је материја састављена од простијих и сложенијих честица (атома и молекула) које имају дату запремину и између којих владају привлачне силе. Топлоту сматра хаотичним кретањем честица, што је касније потврдила кинетичка теорија. Поставља тезу да су Земљину кору обликовала таложења у морским базенима и вулканске активности. Бавио се применом науке у рударству и металургији.
Увео је принцип актуализма у геологију. У својим радовима тврдио је да Земља није статична и непроменљива, већ је подложна спорим и сталним променама. Геолошки процеси у прошлости одигравали су се исто као и данас. Ломоносов је све процесе поделио на две групе: егзогени процеси (везани за рад спољашњих сила) и ендогени процеси (настали радом сила које делују у унутрашњости Земље). Поред тога тврдио је да је Земљина кора у сталним покретима и поделио их на епирогене и орогене.
Године 1755. је написао граматику која је реформисала руски књижевни језик комбинујући стари црквенословенски са народним језиком. Како би продубио своје књижевне теорије, написао је преко 20 свечаних церемонијалних ода, од којих је најзначајнија Вечерња медитација о божанској раскоши. У каснијим поемама је применио идиосинкратичку теорију да речи које садрже гласове Е, И, ЈУ треба да се користе када се описују нежни предмети, а оне са гласовима О, У, Јери (Ы)- за описивање ствари које могу узроковати страх ("као бес, завист, бол и туга"). Ломоносов је објавио своју историју Русије 1760. године. Ипак, већина његових достигнућа била је непозната изван Русије дуго времена после његове смрти. Умро је у Санкт Петербургу 15. априла (4. април по старом календару) 1765.

## Дела
Енглески преводи
- Lomonosov, Mikhail (1767). A Chronological Abridgement of the Russian History. Translated by J.G.A.F. for T. Snelling. [London, Printed for T. Snelling].
- Lomonosov, Mikhail (1966). Panegyric to the Sovereign Emperor, Peter the Great. Translated by Ronald Hingley in Marc Raeff, ed. Russian Intellectual History: An Anthology. Prometheus Books. ISBN 978-0391009059.
- Lomonosov, Mikhail (1970). Mikhail Vasil'evich Lomonosov on the Corpuscular Theory. Translated by Henry M. Leicester. Harvard University Press. ISBN 978-0674574205.
- Lomonosov, Mikhail (2012). The Appearance of Venus on the Sun, Observed at the St.Petersburg Imperial Academy of Sciences on May 26, 1761. Translated by Vladimir Shiltsev in "Lomonosov's Discovery of Venus Atmosphere in 1761: English Translation of Original Publication with Commentaries". arXiv:1206.3489 .
- Lomonosov, Mikhail (2012). On the Strata of the Earth. Translation and commentary by S.M. Rowland and S. Korolev. The Geological Society of America, Special Paper 485. ISBN 978-0-8137-2485-0.
- Lomonosov, Mikhail (2017). Oratio De Meteoris Vi Electrica Ortis – Discourse on Atmospheric Phenomena Originating from Electrical Force (1753). Translation and commentary by Vladimir Shiltsev. arXiv:1709.08847 .
- Lomonosov, Mikhail (2018). Meditations on Solidity and Fluidity of Bodies (1760). Translation and commentary by Vladimir Shiltsev. arXiv:1801.00909 .

Немачки преводи
- Lomonossow, Michail (1961). Michail Wassiljewitsch Lomonossow. Ausgewählte Schriften in zwei Bänden. Berlin-Akademie Verlag.
- Lomonosov, Michail (2015). Erste Grundlagen Der Metallurgie Oder Des Huttenwesens (1763). Herausgegeben und kommentiert von Friedrich Naumann. Walter de Gruyter. ISBN 978-3110424072.
- Lomonosov, Michail (2017).  Naumann, Friedrich, ур. Schriften zur Geologie und zum Berg- und Hüttenwesen (1742–1765). Herausgegeben und kommentiert von Friedrich Naumann. Walter de Gruyter. ISBN 978-3-11-042406-5. doi:10.1515/9783110424065. Архивирано из оригинала 30. 1. 2018. г. Приступљено 29. 1. 2018.